# 내셔널 하키 리그
내셔널 하키 리그(영어: National Hockey League, NHL) 또는 리그 나시오날 드 오케(프랑스어: Ligue nationale de hockey, LNH)는 북아메리카(미국, 캐나다)의 프로 아이스하키 리그이다. 북미 하키 리그라고도 한다. 미국에서는 MLB, NFL, NBA와 함께 "4대 스포츠"로 꼽히고 있는 인기 프로스포츠 리그이며, 캐나다에서는 가장 인기를 끌고 있는 스포츠 리그이다. 세계에서 가장 널리 알려지고 경기력 수준이 높은 아이스하키 리그이기도 하다. 현재 미국과 캐나다 각지에 연고지를 둔 32개 팀으로 구성되어 있으며, 매년 9월 하순 개막하여 경기를 치르며, 이듬해 4월부터는 플레이오프에 돌입하여 6월에 열리는 스탠리 컵 결승에서 우승 팀을 가린다. 1917년 캐나다의 4개 팀이 북미 아이스하키 리그를 결성하여 시작되었다. 챔피언 팀에는 스탠리 컵이 수여되기 때문에 '스탠리 컵 대회'라고도 불린다.
1917년 몬트리올 원더러스, 카나디앵 드 몽레알, 오타와 세너터스, 퀘벡 불도그스의 4팀으로 출발하였다. 그러나 퀘벡 불독스가 시즌 첫 해에 퀘벡 주민들의 별다른 호응을 얻지 못하여 채 시즌을 끝내기도 전에 토론토 아레나스로 대치되었다. 1924년 미국 팀으로는 처음으로 보스턴 브루인스가 가입했다. 이후 확장이 계속되어 현재 미국과 캐나다 각지에 연고지를 둔 31개의 팀이 있고, 2021년에는 32개로 확장이 예정됐다.
2013~2014시즌부터 NHL은 크게 동부 콘퍼런스와 서부 콘퍼런스로 나뉘고, 이 두개의 콘퍼런스는 각각 2개 지구로 분리된다. 동부 콘퍼런스는 애틀랜틱 디비전, 메트로폴리탄 디비전으로 나누어졌으며, 서부 콘퍼런스는 센트럴 디비전, 퍼시픽 디비전으로 나누어 경기를 하고 있다.

## NHL 구단
| 지구          | 구단명                | 연고지                    | 경기장                     | 수용 인원     | 창설          | 가맹          |
| 동부 콘퍼런스 | 동부 콘퍼런스         | 동부 콘퍼런스             | 동부 콘퍼런스              | 동부 콘퍼런스 | 동부 콘퍼런스 | 동부 콘퍼런스 |
| ------------- | --------------------- | ------------------------- | -------------------------- | ------------- | ------------- | ------------- |
| 애틀랜틱      | 디트로이트 레드윙스   | 미시간주 디트로이트       | 리틀시저스 아레나          | 20,000명      | 1926년        | 1926년        |
| 애틀랜틱      | 버펄로 세이버스       | 뉴욕주 버펄로             | 키뱅크 센터                | 19,070명      | 1970년        | 1970년        |
| 애틀랜틱      | 보스턴 브루인스       | 매사추세츠주 보스턴       | TD 가든                    | 17,565명      | 1924년        | 1924년        |
| 애틀랜틱      | 오타와 세너터스       | 온타리오주 오타와         | 캐네디언 타이어 센터       | 19,153명      | 1990년        | 1992년        |
| 애틀랜틱      | 카나디앵 드 몽레알    | 퀘벡주 몬트리올           | 상트르 벨                  | 21,287명      | 1909년        | 1917년        |
| 애틀랜틱      | 탬파베이 라이트닝     | 플로리다주 탬파           | 벤치마크 인터내셔널 아레나 | 19,204명      | 1992년        | 1992년        |
| 애틀랜틱      | 토론토 메이플리프스   | 온타리오주 토론토         | 스코샤뱅크 아레나          | 18,819명      | 1917년        | 1917년        |
| 애틀랜틱      | 플로리다 팬서스       | 플로리다주 선라이즈       | 아메란트 뱅크 아레나       | 19,250명      | 1993년        | 1993년        |
| 메트로폴리탄  | 뉴욕 레인저스         | 뉴욕주 뉴욕               | 매디슨 스퀘어 가든         | 18,006명      | 1926년        | 1926년        |
| 메트로폴리탄  | 뉴욕 아일런더스       | 뉴욕주 엘몬트             | UBS 아레나                 | 15,795명      | 1972년        | 1972년        |
| 메트로폴리탄  | 뉴저지 데블스         | 뉴저지주 뉴어크           | 프루덴셜 센터              | 17,625명      | 1974년        | 1974년        |
| 메트로폴리탄  | 워싱턴 캐피털스       | 워싱턴 D.C                | 캐피털 원 아레나           | 18,506명      | 1974년        | 1974년        |
| 메트로폴리탄  | 캐롤라이나 허리케인스 | 노스캐롤라이나주 롤리     | 레노버 센터                | 18,680명      | 1972년        | 1979년        |
| 메트로폴리탄  | 콜럼버스 블루재키츠   | 오하이오주 콜럼버스       | 네이션와이드 아레나        | 18,500명      | 1997년        | 2000년        |
| 메트로폴리탄  | 피츠버그 펭귄스       | 펜실베이니아주 피츠버그   | PPG 페인츠 아레나          | 18,387명      | 1967년        | 1967년        |
| 메트로폴리탄  | 필라델피아 플라이어스 | 펜실베이니아주 필라델피아 | 엑스피니티 모바일 아레나   | 19,541명      | 1967년        | 1967년        |
| 서부 콘퍼런스 |                       |                           |                            |               |               |               |
| 센트럴        | 내슈빌 프레더터스     | 테네시주 내슈빌           | 브리지스톤 아레나          | 17,113명      | 1997년        | 1998년        |
| 센트럴        | 댈러스 스타스         | 텍사스주 댈러스           | 아메리칸 에어라인스 센터   | 19,323명      | 1967년        | 1967년        |
| 센트럴        | 미네소타 와일드       | 미네소타주 세인트폴       | 엑셀 에너지 센터           | 17,854명      | 1997년        | 2000년        |
| 센트럴        | 세인트루이스 블루스   | 미주리주 세인트루이스     | 엔터프라이즈 센터          | 19,150명      | 1967년        | 1967년        |
| 센트럴        | 시카고 블랙호크스     | 일리노이주 시카고         | 유나이티드 센터            | 19,717명      | 1926년        | 1926년        |
| 센트럴        | 유타 매머드           | 유타주 솔트레이크시티     | 델타 센터                  | 14,000명      | 2024년        | 2024년        |
| 센트럴        | 위니펙 제츠           | 매니토바주 위니펙         | 캐나다 라이프 센터         | 15,294명      | 1999년        | 1999년        |
| 센트럴        | 콜로라도 애벌랜치     | 콜로라도주 덴버           | 볼 아레나                  | 18,007명      | 1972년        | 1979년        |
| 퍼시픽        | 로스앤젤레스 킹스     | 캘리포니아주 로스앤젤레스 | 크립토닷컴 아레나          | 18,230명      | 1967년        | 1967년        |
| 퍼시픽        | 밴쿠버 커넉스         | 브리티시컬럼비아주 밴쿠버 | 로저스 아레나              | 18,810명      | 1945년        | 1970년        |
| 퍼시픽        | 베이거스 골든 나이츠  | 네바다주 라스베이거스     | T-모바일 아레나            | 17,368명      | 2017년        | 2017년        |
| 퍼시픽        | 산호세 샤크스         | 캘리포니아주 산호세       | SAP 센터 앳 산호세         | 17,562명      | 1991년        | 1991년        |
| 퍼시픽        | 시애틀 크라켄         | 워싱턴주 시애틀           | 클라이멋 플레지 아레나     | 15,177명      | 2021년        | 2021년        |
| 퍼시픽        | 애너하임 덕스         | 캘리포니아주 애너하임     | 혼다 센터                  | 17,174명      | 1993년        | 1993년        |
| 퍼시픽        | 에드먼턴 오일러스     | 앨버타주 에드먼턴         | 로저스 플레이스            | 18,641명      | 1972년        | 1979년        |
| 퍼시픽        | 캘거리 플레임스       | 앨버타주 캘거리           | 스코샤뱅크 새들돔          | 19,289명      | 1972년        | 1972년        |

### 사라진 구단
| 팀                                    | 연고지                                                | 경기장                                                      | 수용인원                  | 리그 참가기간 | 비고                       |
| ------------------------------------- | ----------------------------------------------------- | ----------------------------------------------------------- | ------------------------- | ------------- | -------------------------- |
| 몬트리올 마룬스                       | 퀘벡주 몬트리올                                       | 포롬 드 몽레알                                              | 17,959명                  | 1924년~1938년 | 빈칸                       |
| 몬트리올 원더러스                     | 퀘벡주 웨스트마운트 퀘벡주 몬트리올                   | 몬트리올 아레나 주빌리 아레나                               | 4,300명 3,200명           | 1917년~1918년 | 빈칸                       |
| 퀘벡 불도그스                         | 퀘벡주 퀘벡                                           | 퀘벡 아레나                                                 | 6,000명                   | 1919년~1920년 | 해밀턴 타이거스의 전신     |
| 해밀턴 타이거스                       | 온타리오주 해밀턴                                     | 바턴 스트릿 아레나                                          | 4,500명                   | 1920년~1925년 | 빈칸                       |
| 오타와 세너터스                       | 온타리오주 오타와                                     | 더 아레나 오타와 오디토리움                                 | 4,500명 7,500명           | 1917년~1934년 | 세인트루이스 이글스의 전신 |
| 세인트루이스 이글스                   | 미주리주 세인트루이스                                 | 세인트루이스 아레나                                         | 14,200명                  | 1934년~1935년 | 빈칸                       |
| 뉴욕 아메리칸스                       | 뉴욕주 뉴욕                                           | 매디슨 스퀘어 가든 III                                      | 15,925명                  | 1925년~1941년 | 브루클린 아메리칸스의 전신 |
| 브루클린 아메리칸스                   | 뉴욕주 뉴욕                                           | 매디슨 스퀘어 가든 III                                      | 15,925명                  | 1941년~1942년 | 빈칸                       |
| 오클랜드 실스                         | 캘리포니아주 오클랜드                                 | 오클랜드-알라메다카운티 콜리시엄                            | 13,601명                  | 1967년~1970년 | 클리블랜드 배런스의 전신   |
| 캘리포니아 골든 실스                  | 캘리포니아주 오클랜드                                 | 오클랜드-알라메다카운티 콜리시엄                            | 13,601명                  | 1970년~1976년 | 클리블랜드 배런스의 전신   |
| 클리블랜드 배런스                     | 오하이오주 리치필드                                   | 콜리시엄 앳 리치필드                                        | 18,544명                  | 1976년~1978년 | 빈칸                       |
| 피츠버그 파이리츠                     | 펜실베이니아주 피츠버그                               | 드퀘인 가든                                                 | 6,500명                   | 1925년~1930년 | 필라델피아 퀘이커스의 전신 |
| 필라델피아 퀘이커스                   | 펜실베이니아주 필라델피아                             | 필라델피아 아레나                                           | 5,526명                   | 1930년~1931년 | 빈칸                       |
| 위니펙 제츠                           | 매니토바주 위니펙                                     | 위니펙 아레나                                               | 13,985명                  | 1972년~1996년 | 애리조나 카이오티스의 전신 |
| 피닉스 카이오티스 애리조나 카이오티스 | 애리조나주 피닉스 애리조나주 글렌데일 애리조나주 템피 | 아메리카 웨스트 아레나 데저트 다이아몬드 아레나 멀렛 아레나 | 16,210명 17,125명 4,600명 | 1996년~2024년 | 빈칸                       |

### 사라진 디비전
| 디비전              | 존속기간                    | 첫 우승 팀            | 마지막 우승 팀      | 최다 우승 팀                       |
| ------------------- | --------------------------- | --------------------- | ------------------- | ---------------------------------- |
| 아메리칸 디비전     | 1926년~1938년               | 뉴욕 레인저스         | 보스턴 브루인스     | 보스턴 브루인스                    |
| 캐나디안 디비전     | 1926년~1938년               | 오타와 세너터스       | 토론토 메이플리프스 | 카나디앵 드 몽레알                 |
| 이스트 디비전       | 1967년~1974년 2020년~2021년 | 카나디앵 드 몽레알    | 피츠버그 펭귄스     | 카나디앵 드 몽레알 보스턴 브루인스 |
| 웨스트 디비전       | 1967년~1974년 2020년~2021년 | 필라델피아 플라이어스 | 콜로라도 애벌랜치   | 시카고 블랙 호크스                 |
| 노스 디비전         | 2020년~2021년               | 토론토 메이플리프스   | 토론토 메이플리프스 | 토론토 메이플리프스                |
| 애덤스 디비전       | 1974년~1993년               | 버펄로 세이버스       | 보스턴 브루인스     | 보스턴 브루인스                    |
| 노리스 디비전       | 1974년~1993년               | 카나디앵 드 몽레알    | 시카고 블랙호크스   | 카나디앵 드 몽레알                 |
| 패트릭 디비전       | 1974년~1993년               | 필라델피아 플라이어스 | 피츠버그 펭귄스     | 필라델피아 플라이어스              |
| 스미드 디비전       | 1974년~1993년               | 밴쿠버 캐넉스         | 밴쿠버 캐넉스       | 에드먼턴 오일러스                  |
| 노스이스트 디비전   | 1993년~2013년               | 피츠버그 펭귄스       | 카나디앵 드 몽레알  | 보스턴 브루인스                    |
| 노스웨스트 디비전   | 1998년~2013년               | 콜로라도 애벌랜치     | 밴쿠버 캐넉스       | 밴쿠버 캐넉스                      |
| 사우스이스트 디비전 | 1998년~2013년               | 캐롤라이나 허리케인스 | 워싱턴 캐피털스     | 워싱턴 캐피털스                    |

## NHL 올스타전
최초의 NHL 올스타전은 1947년 10월 13일 캐나다 온타리오주 토론토에 있는 메이플 리프 가든에서 개최되었다.
9번의 미개최가 있었는데, 이유는 1966년은 미개최되었고, 1979년과 1987년은 소련 아이스하키 국가대표팀과 대결로 올스타전이 미개최되었다.
1995년, 2005년, 2013년은 파업으로 미개최되었다. 그리고 2006년, 2010년, 2014년은 올림픽으로 인해 미개최되었다.

## 같이 보기
- 미국·캐나다 도시별 주요 스포츠 리그 구단 목록